# Sons of the Forest
Sons of the Fórest (укр. Сини лісу) —  відеогра з відкритим світом, розроблена канадською інді-студією Endnight Games. Вона є ідейним продовженням The Forest.

## Розробка
Розробка гри стартувала одразу після повноцінного релізу The Forest у 2018 році і в грудні 2019 на The Game Awards було показано перший трейлер. Гра мала вийти наприкінці 2022, однак 31 серпня розробник повідомив, що дата релізу переноситься на 23 лютого 2023 року. Врешті, 3 лютого 2023-го з'явилась інформація про чергове перенесення - гра вийде тільки в ранньому доступі.

## Ігровий процес
Сюжет гри розгортається в тому ж самому світі, що й у попередній грі, де гравець знову опиняється на острові, який перебуває під контролем мутантів та інших небезпечних істот. Гравець повинен вижити, збирати ресурси та будувати укриття, аби захиститися від нападів ворогів.

### Компаньйони
Гравець зможе розраховувати на допомогу компаньйонів - дружніх неігрових персонажів, яких можна буде знайти на острові:
- Келвін - солдат, що пережив аварію гелікоптера, яка розпочала гру;
- Вірджинія - триногий і трирукий мутант, якого можна знайти в дикій природі[2].